# Is This It
Is This It é o álbum de estreia da banda americana de indie rock The Strokes. Produzido por Gordon Raphael, o álbum foi lançado pela primeira vez em 30 de julho de 2001, na Austrália,  pela RCA Records. O álbum entrou na lista da UK Albums Chart em segundo lugar  e atingiu o 33º lugar nos EUA pela Billboard 200, chegando a conseguir o disco de platina em vários mercados. As músicas "Hard to Explain", "Last Nite", e "Someday" foram lançadas como singles.
Para o álbum, os Strokes se esforçaram para conquistar um rock mais simples que não fosse tão reforçado por efeitos de estúdio. Trabalhando sobre seu lançamento de 2001, o EP The Modern Age, os membros da banda moldaram as composições em grande parte através de tomadas ao vivo nas sessões de gravação, enquanto o compositor Julian Casablancas continuava a detalhar a vida e os relacionamentos da juventude urbana nas suas letras. Após a conclusão do Is This It, os Strokes embarcaram em uma turnê mundial de promoção antes mesmo do lançamento. A fotografia da capa do álbum causou polêmica por ser muito sexualmente explícita e foi substituída nos mercados dos Estados Unidos. A lista de músicas na versão americana também foi alterada em virtude dos ataques terroristas de 11 de Setembro.
Promovido pela imprensa musical como tendo um som influenciado pela música pop, Os Strokes ganharam aclamação da crítica e atenção comercial. Is This It foi elogiado pelo seu carisma e ritmo, sendo várias vezes apontado como tendo referências das bandas de garage rock dos anos 70. O álbum foi e ainda é considerado como crucial na formação das outras bandas de música alternativa e da indústria musical do século XXI. Foi considerado por diversas publicações como um dos álbuns mais importantes dos anos 2000, estando na maioria das vezes na primeira posição. Em 2020, a Rolling Stone incluiu Is This It na 114ª posição de sua nova e reformulada lista dos 500 Melhores Álbuns de Todos os Tempos.

## Resumo
30 de Julho de 2001: foi nesse dia, em meio a várias mudanças de datas e programações diferentes para regiões diversas do mundo que Is This It, o disco de estreia da banda nova-iorquina The Strokes, foi lançado na Austrália.
A banda havia feito uma turnê bem sucedida por lá e em tempos onde a Internet não tinha o impacto que tem hoje, a gravadora da banda resolveu lançá-lo primeiro no país do Hemisfério Sul, para depois disponibilizá-lo no Japão em 22 de Agosto e Reino Unido em 27 de Agosto para bater com os festivais de Reading e Leeds. Nos Estados Unidos o álbum só foi lançado em 09 de Outubro de 2001 (cerca de quase um mês após os ataques de 11 de setembro, o que influenciou muito na data e planos de lançamento).
Vale lembrar que nesse meio tempo o país da banda foi atingido pelos ataques às torres gêmeas do World Trade Center, justamente na cidade de Nova York, terra do Strokes, e isso bagunçou ainda mais os planos de lançamento do álbum.
Além disso, o álbum trazia uma faixa chamada “New York City Cops” cuja letra traz a banda falando mal dos policiais locais que acabaram se tornando heróis por conta dos resgates no WTC, e a faixa foi substituída por “When It Started” na versão norte-americana.
Apesar do levemente caótico lançamento de Is This It, o álbum foi um sucesso e acabou entrando para a história recente do rock and roll.

## Antecedentes
Em 2000, todos os membros da banda tinham empregos de meio período e estavam praticando novos materiais várias noites por semana em um pequeno espaço de gravação contratado. No outono daquele ano, sua demo chamou a atenção de Ryan Gentles, um agenciador de talentos no Mercury Lounge, local icônico de Nova York. Ele agendou o Strokes para quatro shows em dezembro. Com o apoio do mentor pessoal JP Bowersock e do produtor Gordon Raphael, a banda gravou três faixas que mais tarde apareceram em Is This It : "The Modern Age", "Last Nite" e "Barely Legal". A gravadora britânica Rough Trade Records ficou impressionada com as músicas e as lançou como uma peça estendida em janeiro de 2001 intitulada The Modern Age. A reação da imprensa musical foi muito positiva e o Strokes embarcou em uma turnê esgotada no Reino Unido, seguida por faixas de apoio dos EUA para grupos de rock alternativos Doves e Guided by Voices. A essa altura, Gentles se demitiu de seu emprego para gerenciar a banda, e os The Strokes já haviam sido cobiçados por várias gravadoras, e então uma verdadeira guerra de lances pela contratação dos Strokes se desenrolou.
A RCA foi a vencedora e a banda começou a trabalhar com o produtor Gil Norton (que já produziu álbuns com bandas como Foo Fighters, Jimmy Eat World, Dashboard Confessional, e Pixies) no seu aguardado disco de estreia, mas as partes não se entenderam e o disco acabou sendo gravado por Gordon Raphael no Transporterraum, no East Village de Manhattan, em Nova York. O estúdio estava localizado em um porão com pouca iluminação, mas, apesar de sua infraestrutura precária, inclui o Pro Tools, moderno hardware da estação de trabalho de áudio digital. Os Strokes gostaram da falta de ego de Raphael e formaram um bom relacionamento colaborativo com o produtor.

## Gravação e Produção
Antes do início da gravação, ambas as partes organizaram uma sessão de escuta com o material musical que Hammond e Casablancas trouxeram para mostrar o tom e a energia de que gostavam. Um dos pré-requisitos mencionados na reunião era pegar o que estava acontecendo na música na época e seguir uma direção completamente diferente.

"Eu só queria escrever músicas que pudessem tocar as pessoas. [Como] compositor, você toca alguns  acordes e canta uma melodia que já foi feita mil vezes, e agora você é um cantor e compositor, eu acho que é preciso um pouco mais do que isso para fazer algo que importa. E eu gostaria de poder escrever uma música em que todas as partes funcionem. Quando você ouve uma música como essa, é como encontrar um novo amigo."

—Julian Casablancas
Casablancas queria que Is This It soasse como "uma banda do passado que fez uma viagem no tempo para gravar seu disco". A abordagem do álbum tornou-se mais estudada que a de The Modern Age. O grupo queria que a maioria das músicas soasse como se tocassem ao vivo, enquanto solicitavam que outras fossem como "uma produção estranha, em estúdio, com uma bateria eletrônica, embora nenhuma bateria tenha sido usada''. As músicas deste último tipo eram feitas faixa por faixa e trabalhadas em arranjos de rock fora do padrão. O histórico de Raphael na música industrial teve um papel importante na concepção do álbum.
Durante seis semanas no estúdio, o som corajoso dos Strokes se tornou a ênfase das sessões. A banda geralmente gravava músicas apenas uma vez, com base na preferência de Casablancas por "eficiência bruta". Pedais de efeitos RAT e amplificadores de overdrive foram usados às vezes, "captando sons, desintegrando-os e depois trazendo-os de volta". A banda queria que as coisas fossem apenas cruas e sutis, sem mão pesada em termos de efeitos de estúdio; apenas distorção e eco reverso foram amplamente utilizados. Durante todo o processo, Raphael improvisou de acordo com as reações que ele recebeu do grupo. Em um ponto, ele teve que lidar com a ameaça de despejo de seu estúdio Transporterraum, mas uma vez que os Strokes receberam apoio da RCA, tempo e dinheiro não eram mais preocupações prementes. O delegado de A&R da gravadora inicialmente não gostou do que foi gravado e achou que o álbum não seria profissional o suficiente. O produtor e a banda receberam controle total somente quando Casablancas convenceu o delegado tocando-lhe parte do novo material em uma caixa de som.
Inspirado pela produção de ícones da cidade como Velvet Underground e a abordagem direta do punk rock da banda Ramones, o esquema de instalação de microfones para o kit de bateria incluída apenas três microfones: um acima dele, um para o bumbo, e um no canto do estúdio. Foi criado para capturar "um som explosivo e comprimido". A conselho de Moretti, a transferência das duas guitarras elétricas e o som do baixo captado pelos microfones da bateria não foram eliminados. As guitarras foram gravadas de maneira mais simples; Hammond e Valensi usavam amplificadores Fender DeVille em lados opostos da sala, enquanto Raphael posicionava um microfone em cada um. O som foi então alimentado diretamente em um pré-amplificador sem equalização. Valensi comentou que o professor e mentor de guitarra Bowersock era inestimável porque ele estava articulando coisas ao produtor que o grupo não podia. Enquanto o resto dos Strokes tocava uma faixa de click, Casablancas cantou através de um pequeno amplificador de treino Peavey para manter um senso lo-fi no álbum. Rafael misturou-se ao longo do processo para manter o controle do disco até o estágio final de masterização; o produtor pretendia mostrar ao Strokes um produto final assim que a banda terminasse de tocar uma faixa.
As gravações duraram cerca de 1 a 2 meses, de março a maio de 2001, e então faltava pouco tempo para ser lançado o tão esperado álbum de estreia dos Strokes.

## Composição

### Letras
As composições de Casablancas observam a vida na cidade de Nova York e os relacionamentos formados nessa metrópole. Exemplificando esse tema, "The Modern Age" é um discurso retórico sobre a estranheza da vida moderna. "Barely Legal" refere-se ao assunto de uma garota que acaba de chegar à idade de consentimento. Discutindo sua natureza ousada, Moretti afirmou: "Deve ser interpretada de sua maneira. A letra significa coisas diferentes para pessoas diferentes". "Alone, Together" continua o tema sexual, dando dicas sobre cunilíngua, enquanto o grito no início de "New York City Cops" foi criado como um pastiche da banda de rock Aerosmith, e insinua em sua letra que os policiais de Nova York não são tão ''espertos''. "Soma'' pegou influências do romance de Aldous Huxley, de 1932, Brave New World e sua droga imaginária em destaque. Nessa faixa, Casablancas está discutindo o uso de drogas, a fim de se encaixar com a multidão legal. Durante as sessões de estúdio, Casablancas introduziu faixas com linhas de quadrinhos e algumas piadas foram usadas quando o álbum foi mixado. Todas as músicas do álbum foram escritas por Julian Casablancas.

### Música
Musicalmente, Is This It foi descrito como um álbum de garage rock revival, indie rock, e post-punk revival. Todas as músicas do álbum foram mixadas usando 11 faixas de áudio ou menos. De acordo com Valensi, o álbum contém "sem armadilhas, sem truques" para tentar fazer o ouvinte gostar das composições. Começa com a faixa-título, que apresenta uma linha de percussão simples e metronômica, um recurso recorrente no restante do registro. Contendo um dos ritmos mais lentos , "Is This It" é a tentativa dos Strokes em produzir uma balada. "The Modern Age" segue e inclui um riff de guitarra acompanhado por uma linha de bateria complementar. Seu verso staccato é seguido por um refrão otimista e um solo de guitarra. Discutindo a simplicidade e a abordagem medida do álbum, Valensi comentou: "Nós não colocamos um solo de guitarra apenas para ter um". "Soma" incorpora ritmos bruscos e começa e termina com os mesmos sinos de guitarra e bateria, enquanto "Barely Legal" contém algumas das melodias de guitarra mais suaves do álbum inspiradas pelo Britpop, bem como padrões de bateria que evocam o som de tambores primitivos dos anos 80.
A quinta faixa do disco, "Someday", está repleta de elementos rockabilly e linhas de guitarra entrelaçadas, esta última um elemento recorrente do Is This It. "Alone, Together" é conduzido por um ritmo staccato, e chega ao clímax primeiro com um solo de guitarra, depois uma repetição do gancho central da guitarra. "Last Nite" também é uma música movida a guitarra, mas se inclina para influências da música pop. No fundo, existem linhas de guitarra rítmica inspiradas no reggae tocadas por Hammond e efeitos de ruído de estúdio. A seção de ritmo toca simples notas e batidas entrelaçadas. "Soma" e "Hard to Explain" contém faixas de bateria processadas usando técnicas de estúdio de compactação e equalização de faixa dinâmica para fazê-las soar como uma bateria eletrônica. A música incorpora linhas melódicas improvisadas de Casablancas, um recurso também usado em "New York City Cops". "Trying Your Luck", o ponto mais suave do álbum, segue e mostra vocais mais melancólicos. A última faixa de Is This It , "Take It or Leave It", é a única música em que Hammond usou o captador de ponte de sua guitarra Fender Stratocaster.

## Promoção e Lançamento

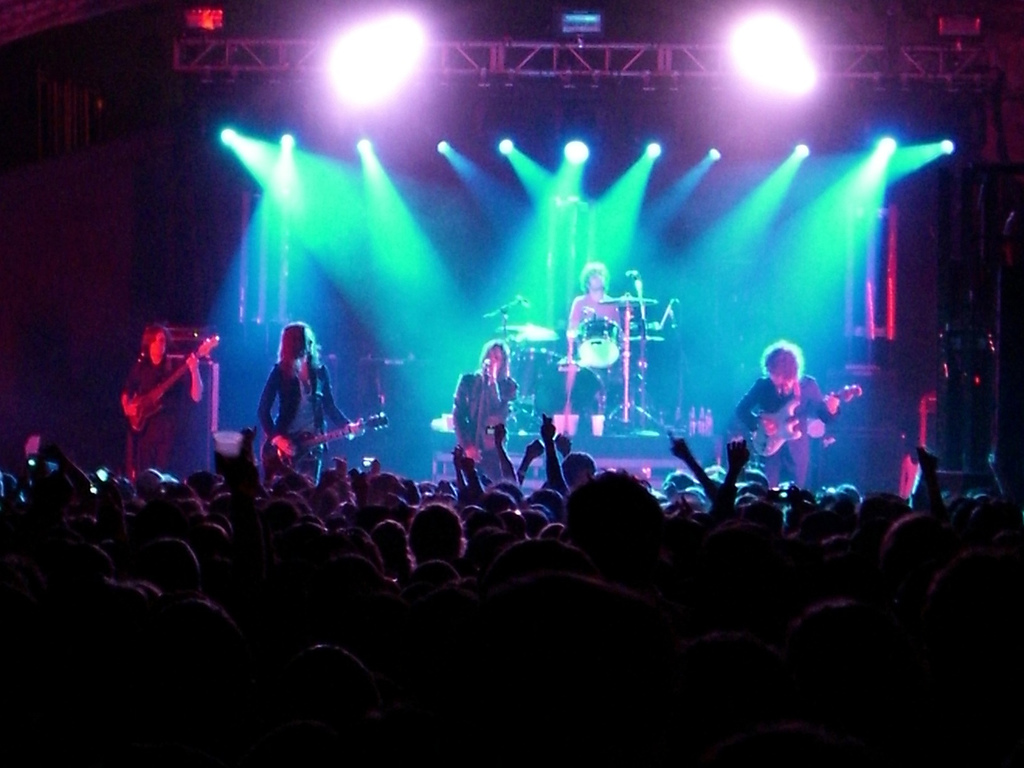
Os The Strokes em um concerto.

A gravadora do The Strokes usou e abusou dos festivais de música mundo afora para divulgar o álbum, e a época pré e pós lançamento aconteceu entre alguns dos maiores do planeta, como Summer Sonic no Japão, T In The Park na Escócia e Reading and Leeds Festival no Reino Unido.
Após a conclusão do álbum, o Strokes se apresentou nos locais de música da Filadélfia todas as quartas-feiras de maio de 2001. A banda revelou a lista de faixas de Is This It em 15 de maio. Uma turnê em junho no Reino Unido e na Irlanda também foi confirmada, e quase imediatamente após o anúncio, alguns locais esgotaram.
Com o single “Hard To Explain” alcançando uma estratosférica e rápida fama nas rádios, a banda excursionou com o jogo ganho e vários shows com todos os ingressos esgotados na Europa. Na época, O baterista Fabrizio Moretti afirmou: "Na Grã-Bretanha, as pessoas são muito mais receptivas... Estou tão empolgado por voltar, todos os shows que tocamos todos estavam gostando. Há muitas pessoas aqui na América que achamos que foi fácil demais, mas eles nunca ouviram a música".

### Lançamentos internacionais e nos Estados Unidos
Após o show do Strokes em 20 de junho em Glasgow, Moretti sofreu uma queda e foi hospitalizado com a mão quebrada. Dois dos últimos cinco shows no Reino Unido foram cancelados e um amigo do grupo, Matt Romano, voou para a Inglaterra para substituir o baterista lesionado nos shows restantes. Em um comunicado à imprensa, Gentles explicou: "Eles só continuarão se sentirem que estão 100% depois de ensaiar com Matt, pois não ofereceriam nada menos aos seus fãs". Com Romano como substituto, a banda conseguiu satisfazer os compromissos pendentes. Os Strokes foram os headliners do festival T in the Park, na Escócia, em 7 de julho, depois que o grupo de rock alternativo Weezer saiu. Grande parte do mês de julho foi passada em cidades na costa oeste dos Estados Unidos e no Canadá.
Is This It foi lançado na Austrália em 30 de julho de 2001 para promover a recente turnê dos Strokes no país. O registro foi transmitido em sites australianos pela distribuidora BMG da banda e permaneceu disponível para ouvir mesmo após o lançamento do CD. Geoff Travis, CEO da Rough Trade, editora britânica do Strokes, comentou que o continente australiano tinha "dispensação especial" e que foi proibida a exportação para garantir que não houvesse interferências nos planos de liberação no resto do mundo. A data de lançamento japonesa em 22 de agosto foi programada para ocorrer após dois shows pontuais da banda no Summer Sonic Festival, enquanto o lançamento no Reino Unido em 27 de agosto coincidiu com o Reading and Leeds Festival. Os ataques terroristas de 11 de setembro na cidade de Nova York alteraram a data do lançamento nos EUA de Is This It de 25 de setembro a 9 de outubro.

### Polêmica com''New York City Cops''
Uma música recém-gravada, "When It Started", substituiu "New York City Cops" na versão em CD do álbum depois que o Strokes testemunhou a ''resposta valente" do departamento de polícia da cidade durante a tragédia. O lançamento do vinil manteve a lista de faixas original.

### Sucesso nos Estados Unidos e no mundo
Em Novembro, após o lançamento tardio nos Estados Unidos, veio o lançamento do segundo single com “Last Nite” e enfim o país natal do Strokes abraçou a banda de vez: assim, a banda conquistava o mundo. O single foi o primeiro do grupo a entrar nas paradas americanas, alcançando o top 5 na parada Modern Rock Tracks dos EUA no final de 2001. Enquanto isso, o single obteve sucesso moderado no Reino Unido, chegando ao número 14 na UK Singles Charts. A música ''Someday" foi lançada como o terceiro single do álbum. Ela alcançou o número 17 na parada Alternative Songs dos EUA e o número 27 na parada de singles do Reino Unido.

## Arte da Capa
A arte da capa dos lançamentos de julho e agosto de 2001 de Is This It é de Colin Lane e apresenta uma fotografia da parte inferior e do quadril de uma mulher nua, com uma mão com luvas de couro sugestivamente descansando sobre ela. Mais tarde, a modelo revelou ser a namorada de Lane, que explicou que a sessão de fotos foi espontânea e aconteceu depois que ela saiu nua do chuveiro. Lane lembrou que um estilista deixou a luva em seu apartamento e observou: "Tiramos cerca de 10 fotos. Não havia nenhuma inspiração real, eu estava apenas tentando tirar uma foto sexy". O resultado foi incluído no livro The Greatest Album Covers of All Time , no qual Grant Scott, um dos editores, observou influências dos trabalhos ousados de Helmut Newton e Guy Bourdin em seu design. Scott concluiu: "É uma capa estilizada ou graficamente forte ou uma farsa sexista da Smell the Glove". Embora as redes de varejo britânicas HMV e Woolworths se opusessem à natureza controversa da fotografia, elas estocaram o álbum sem a emenda.
O grupo deliberadamente deixou de fora o ponto de interrogação gramaticalmente correto do título do álbum (Is This It?) porque, esteticamente, "não parecia certo". O folheto contém retratos estilizados separados de Strokes, Raphael, Gentles e Bowersock, todos fotografados por Lane. Para o mercado americano e o lançamento em outubro de 2001, a arte da capa de Is This It foi alterada para uma fotografia psicodélica de partículas subatômicas em uma câmara de bolhas. Parte da mesma imagem já havia sido usada para a capa do álbum Prince, Graffiti Bridge. O gerente de produtos da RCA, Dave Gottlieb, comentou que "foi uma decisão da banda", enquanto Gentles indicou que Casablancas queria que aparecesse globalmente. De acordo com o gerente da banda, o vocalista telefonou para ele antes do lançamento no Japão e na Europa e disse: "Achei algo ainda mais legal do que a imagem do traseiro". Na época, a fotografia de Lane já estava na imprensa e foi incluída nas versões de julho e agosto de 2001. A biografia de Strokes em 2003 menciona o medo de objeções do setor de varejo conservador da América e do lobby da direita como razões para a alteração da obra de arte.

## Faixas
Todas as faixas foram compostas por Julian Casablancas.
| N.º            | Título                | Duração |  |
| 1.             | "Is This It"          | 2:34    |  |
| 2.             | "The Modern Age"      | 3:33    |  |
| 3.             | "Soma"                | 2:38    |  |
| 4.             | "Barely Legal"        | 3:58    |  |
| 5.             | "Someday"             | 3:07    |  |
| 6.             | "Alone, Together"     | 3:12    |  |
| 7.             | "Last Nite"           | 3:18    |  |
| 8.             | "Hard to Explain"     | 3:48    |  |
| 9.             | "New York City Cops"  | 3:36    |  |
| 10.            | "Trying Your Luck"    | 3:28    |  |
| 11.            | "Take It or Leave It" | 3:16    |  |
| Duração total: | Duração total:        | 36:28   |  |

## Paradas musicais
| Paradas (2001–2002)                 | Ano |
| ----------------------------------- | --- |
| Estados Unidos (Billboard 200)      | 33  |
| Reino Unido (UK Albums Chart)       | 2   |
| Alemanha (Media Control)            | 28  |
| Austrália (ARIA Charts)             | 5   |
| Bélgica (Ultratop 50)               | 47  |
| Finlândia (Suomen virallinen lista) | 23  |
| França (SNEP)                       | 19  |
| Nova Zelândia (RIANZ)               | 23  |
| Noruega (VG-lista)                  | 2   |
| Países Baixos (MegaCharts)          | 54  |
| Suécia (Sverigetopplistan)          | 3   |

## Reconhecimentos
| Publicação    | Elogio                                         | Ano  | Posição |
| ------------- | ---------------------------------------------- | ---- | ------- |
| eMusic        | Top 100 albuns dos anos 2000                   | 2009 | 1       |
| NME           | Top 100 albuns dos anos 2000                   | 2009 | 1       |
| Q             | Top 100 albuns dos anos 2000                   | 2009 | 2       |
| Rolling Stone | Top 100 albuns dos anos 2000                   | 2009 | 2       |
| Billboard     | Top 20 Albuns dos anos 2000                    | 2009 | 3       |
| Rolling Stone | Os 50 registros mais legais de todos os tempos | 2002 | 49      |
| Rolling Stone | 500 melhores albuns de sempre                  | 2012 | 199     |